# Allobates humilis
Allobates humilis är en groddjursart som först beskrevs av Juan A. Rivero 1980.  Allobates humilis ingår i släktet Allobates och familjen Aromobatidae. IUCN kategoriserar arten globalt som sårbar. Inga underarter finns listade i Catalogue of Life.